# شفرة 47 رونين
شفرة 47 رونين (بالإنجليزية: Blade of the 47 Ronin)‏ هو فيلم فنتازيا أكشن أمريكي قادم من إخراج رون يوان سيكون تتمة لفيلم 47 رونين.الفيلم من بطولة آنا أكانا، مارك داكاسكوس، داستن نجوين وكريس بانج.من المقرر عرض الفيلم على منصة نتفليكس في 2022.

## روابط خارجية
شفرة 47 رونين على موقع IMDb (الإنجليزية)
- شفرة 47 رونين على موقع روتن توميتوز (الإنجليزية)
- شفرة 47 رونين على موقع ألو سيني (الفرنسية)
- شفرة 47 رونين على موقع فيلمافينيتي (الإسبانية)
- شفرة 47 رونين على موقع قاعدة بيانات الفيلم (الإنجليزية)
- شفرة 47 رونين على موقع ليتربوكسد (الإنجليزية)
- شفرة 47 رونين على موقع كينوبويسك (الروسية)